# TGV POS
TGV POS (нем. Paris-Ostfrankreich-Süddeutschland — Париж — Восточная Франция — Южная Германия) — серия французских высокоскоростных электропоездов 4-го поколения, принадлежащих Национальной компании французских железных дорог. С 2006 года они эксплуатировались на линии Париж — Люксембург, а затем Париж — Страсбург; c 2007 года эксплуатируются на открывшейся к тому времени линии LGV Est.
Известны тем, что один из них в 2007 году установил новый рекорд скорости для поездов — 574 км/ч.

## Мировой рекорд скорости 2007 года
В июне 2007 года планировалось сдать линию LGV Est в эксплуатацию. Но до официального открытия было решено оценить её возможности, установив заодно новый мировой рекорд, который к тому времени ещё продолжал принадлежать электропоезду TGV-A — 515,3 км/ч, и был установлен ещё 3 мая 1990 года. Целью было установить рекорд скорости не менее 540 км/ч (150 м/с), из-за чего мероприятие получило название «Projet V150» («Проект Скорость150»). Проводилось оно совместно владельцем поездов — Национальной компанией французских железных дорог — и фирмой-изготовителем — Alstom.
Для установления рекорда был взят электропоезд TGV POS № 4402, который подвергли модернизации, в ходе которой число промежуточных вагонов сократили до 3. Помимо этого, моторные вагоны были оборудованы более мощными тяговыми электродвигателями, из-за чего выходная мощность электропоезда возросла с 9,3 МВт до 19,6 МВт, колёса были заменены на новые с бо́льшим диаметром (1020 мм, вместо 920 мм), а для снижения воздушного сопротивления промежутки между вагонами были закрыты. Также напряжение в контактной сети было поднято с 25 кВ до 31 кВ, а на составе были размещены более 600 различных датчиков. В начале 2007 года на линии проводились опытные поездки, в ходе которых 13 февраля был установлен неофициальный рекорд в 554,3 км/ч, а 3 апреля при большом количестве журналистов и корреспондентов поезд разогнали до скорости 574,8 км/ч, тем самым официально установив новый мировой рекорд скорости для рельсовых поездов.
Сегодня поезд совершает международные рейсы из Франции в Германию и Швейцарию.